# Simon Wolf Oppenheimer
Simon Wolf Oppenheimer oder Simon Wolf Oppenheim (geboren um 1650 in Wien; gestorben 10. November 1726 in Hannover) war ein jüdischer Bankier, Kaufmann, Hofjude und Finanzier der welfischen Fürsten.

## Leben
Oppenheimer war der älteste Sohn und eines von 9 Kindern des für Kaiser Leopold I. tätigen Hofbankiers Samuel Oppenheimer und der Sandela Sentille oder Sandela Gentille Carcassone. Oppenheimers Vater hatte bei der Finanzierung und Ausrüstung der kaiserlichen Armeen im Krieg gegen die Türken eine zentrale Rolle gespielt.
In der zweiten Hälfte des 17. Jahrhunderts bot der spätere Kurfürst Ernst August „einige jüdische Finanziers und Lieferanten für seinen Hof als Schutzjuden“ auf und berief auch Simon Wolf Oppenheimer nach Hannover. Aufgrund des Widerstands der christlichen Bürger der Altstadt konnte sich jedoch auch Oppenheimer nur in der Calenberger Neustadt niederlassen, in der erst 1703 „eine kleine Synagoge in einem nicht einsehbaren Hinterhof“ errichtet wurde.

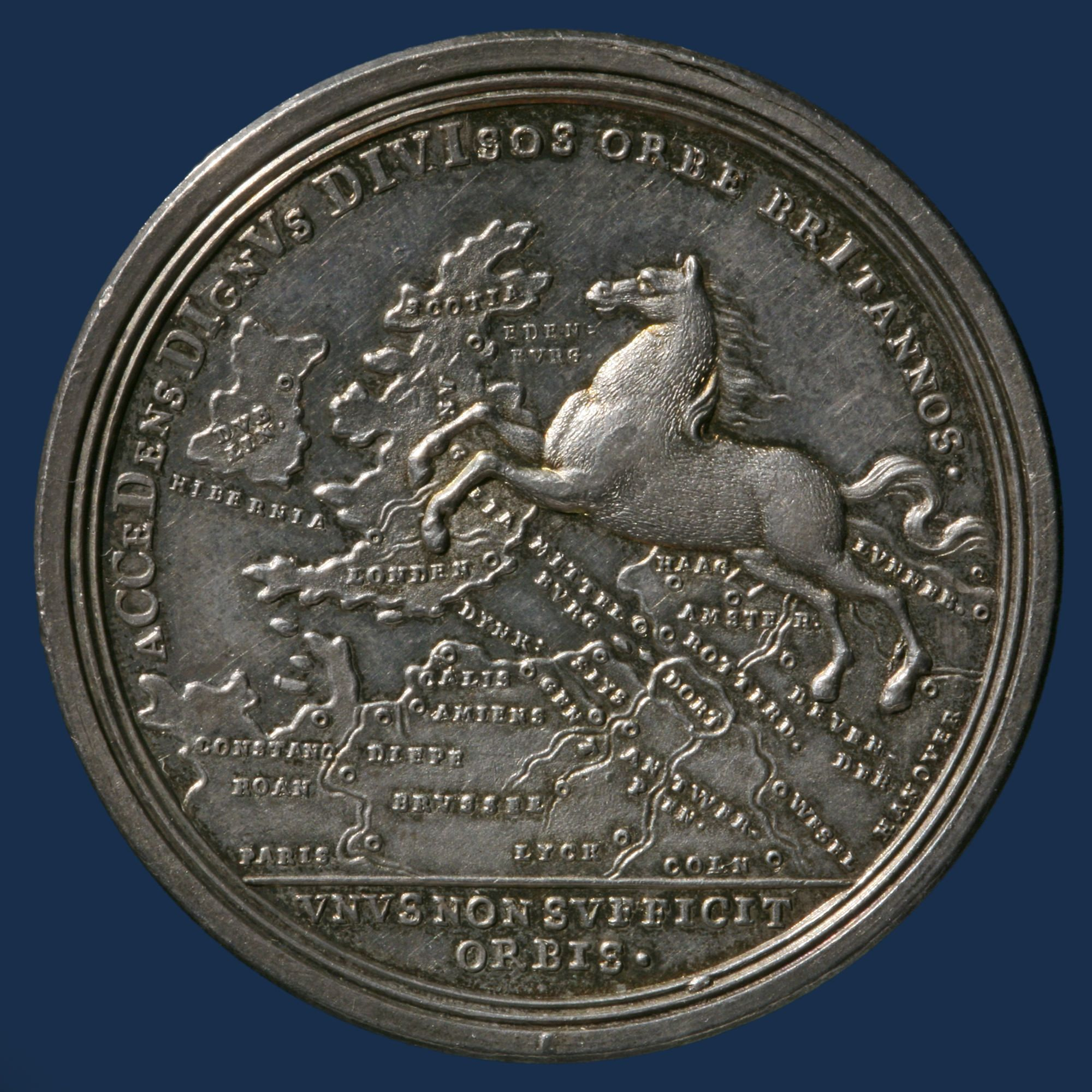
1714: Zur Zeit Oppenheimers gelingt Kurfürst Georg Ludwig der „Sprung von Hannover nach London“;
Medaille mit dem von Hannover nach London springenden Sachsenross von Philipp Heinrich Müller und Georg Wilhelm Vestner

Nach der Gründung seines Bank- und Handelshauses in der Calenberger Neustadt, zugleich eine „Zweigstelle“ des Wiener Bankhauses seines Vaters, gehörte Oppenheimer – gehörten die hannoverschen Oppenheimers – zu den führenden Hofjudenfamilien des Heiligen Römischen Reichs Deutscher Nation, „die ein durch Verwandtschaft und Geschäftsbeziehungen eng verbundenes Netzwerk darstellten.“ Oppenheimer agierte als Teil eines herausgehobenen jüdischen, geradezu als Aristokratie angesehenen Netzwerkes oftmals durch Heirat verwandter Hofjuden in Wien, Berlin, Hannover, Karlsruhe und anderen Residenzen des Reichs.
Von dem gesetzeskundigen Oppenheimer, der eine Enkelin von Leffmann Behrens heiratete, hieß es, „ihm sei ein bloßes Wort so heilig gewesen wie ein Schwur.“
Nach 1700 kam der Mathematiker und Astronom Rafael Levi nach Hannover und trat bei Oppenheimer eine Stelle als Buchhalter an, um anschließend mit dessen Einwilligung Schüler, von Gottfried Wilhelm Leibniz zu werden.
Nach der Finanzierung der 9. Kurwürde für das Haus Hannover gelang Kurfürst Georg Ludwig zur Zeit Oppenheimers 1714 die Besteigung des britischen Throns.
Oppenheim wurde, zusammen mit seiner Ehefrau, seinem Sohn Jacob und dessen Ehefrau sowie zwei von deren Kindern, auf dem Alten Jüdischen Friedhof an der Oberstraße bestattet. Sein Grab bekam die Nummer 186.
Um 1758 oder 1759 nahm das hannoversche Bankhaus Oppenheim den damals 13- oder 14-jährigen Mayer Amschel Rothschild, den späteren Begründer des Hauses Rothschild, zunächst als einfachen Gehilfen auf. Im Bankhaus Oppenheimer in Hannover durchlief er eine Ausbildung, bevor er wenige Jahre später zum Hofjuden berufen wurde bei Wilhelm I. von Hessen-Kassel.

## Familie
Oppenheimer heiratete in zweiter Ehe Frade Oppenheim geborene Cohen, Tochter von Moses Jacob Cohen. Die auch Freudel Genannte (1683–1717) war Enkelin von Leffmann Behrens aus dessen zweiter Ehe mit Jente oder Jette (1623–1695). Freudel war Tochter von Moses Jacob Behrens (1663–1697) und der Susanne oder Sieße Gomperz (1658–1725) aus Cleve, Tochter des Heereslieferanten des Großen Kurfürsten, Elias Gomperz.
Zu Simon Wolf Oppenheimers Nachkommen zählen
- Sohn Jacob Wolf Oppenheim (gestorben am 6. Juli 1760), Friedhof Obernstraße, Grabnummer 189[7]
  - dessen erste Ehefrau Sara Miriam Jacob Oppenheim, geb. Dankwerth, Tochter des Moses Dankwerth (gestorben am 6. Oktober 1728), Friedhof Obernstraße, Grabnummer 188[7]
  - dessen zweite Ehefrau Edel Jacob Oppenheim (gestorben am 14. April 1783), geborene Itzig Oppenheim, Tochter des Isaak Oppenheim; Friedhof Obernstraße, Grabnummer 213[7]

Kinder des Jacob Wolf Oppenheim waren
- Sorle[12] oder Sorchen Detmold, auch Serle Detmold, geborene Simon Jacob Oppenheim (gestorben am 27. April 1773; Friedhof Obernstraße, Grabnummer 187), Ehefrau des Moses Detmold (gestorben am 12. August 1792, Friedhof Obernstraße, Grabnummer 186)[7]